# Euscaphurus spinipes
Euscaphurus spinipes är en skalbaggsart som beskrevs av Vit 1995. Euscaphurus spinipes ingår i släktet Euscaphurus och familjen platthöftbaggar. Inga underarter finns listade i Catalogue of Life.